# La Veu de Mallorca
La Veu de Mallorca fue el nombre de varios semanarios editados en Palma de Mallorca, España.
El primero lo fue entre el 3 de febrero y el 28 de abril de 1900 por Joan Torrandell Escales, a imitación del modelo de La Veu de Catalunya. Daba apoyo a la izquierda republicana federal y tenía como objetivo defender la oficialidad del idioma catalán, criticar el centralismo y el caciquismo y hacer propuestas políticas y económicas. Colaboraban Joan Alcover, Gabriel Alomar, Bartomeu Amengual, Rafael Ballester, Pere Càffaro, Miguel Costa y Llobera, Fèlix Escalas, Joan Gay y Antoni Noguera, entre otros. Tenía 4 páginas y el tirada era de unos 300 ejemplares. 
El segundo fue otro semanario editado en Palma entre el 4 de enero de 1917 y el 15 de marzo de 1919, del cual se editaron 98 números. Si en el primero, el pancatalanismo se dibujaba ligeramente, este se declaraba explícitamente de ideología pancatalanista. Desde 1918 fue el órgano del Centro Regionalista de Mallorca. El director fue nominalmente Francesc Muntaner Ordines, pero los directores ejecutivos fueron Joan Estelrich i Artigues y Joan Pons i Marquès. Su contenido fue más literario que político, y dedicaba más atención a los temas culturales. Colaboraban Antoni Maria Alcover, Joan Alcover, Gabriel Alomar, Guillem Colom, Miguel Costa y Llobera, Bartomeu Ferrà, Miquel Ferrà i Juan, Bartomeu Forteza, Guillermo Forteza, Miguel Forteza, Antoni Pol, Joan Ramis d'Ayreflor, Guillem Reynés o Maria Antònia Salvà. Publicó traducciones de autores extranjeros, como Alphonse Daudet, Charles Dickens, Giacomo Leopardi y Alessandro Manzoni. La tirada era de entre 300 y 400 ejemplares y tenía 8 páginas. 
Volvió a salir, en una tercera época, como semanario desde el 17 de enero hasta el 19 de diciembre de 1931. Se publicaron 53 números como órgano del Centro Autonomista de Mallorca y fue dirigido por Andreu Ferrer Ginard. Defendía el republicanismo y el autonomismo, pero no era anticlerical. Propugnaba una política catalanista próxima a la de la Lliga Catalana. Colaboraron Guillem Colom, Joan Estelrich i Artigues, Miquel Ferrà, Salvador Galmés y Maria Antònia Salvà. También reproducía artículos de Francesc Cambó, Lluís Nicolau d'Olwer y Antoni Rovira i Virgili. La tirada osciló entre los 600 y los 300 ejemplares y tenía 4 u 8 páginas.